# Cuautitlán Izcalli
Cuautitlán Izcalli – miasto w środkowym Meksyku, w stanie Meksyk. Liczy 517 200 mieszkańców (1 lipca 2014 roku).
W mieście rozwinął się przemysł włókienniczy, elektryczny oraz mleczarski.